# Pseudostenophylax fumosus
Pseudostenophylax fumosus är en nattsländeart som beskrevs av Martynov 1909. Pseudostenophylax fumosus ingår i släktet Pseudostenophylax och familjen husmasknattsländor. Inga underarter finns listade i Catalogue of Life.